# Johan Jørgen Høpfner
Johan Jørgen Høpfner (19. maj 1689 – februar 1759) var en tyskfødt bogtrykker og avisudgiver, der havde sin virksomhed i Danmark.
Høpfner var søn af brygger Chr. Høpfner og Margrethe Liermanns og blev født i Lüneburg. Efter at have gået i bogtrykkerlære i Hamborg (1705-10) og rejst i Tyskland kom han 1715 i tjeneste hos Jørgen Mathiesen Godiche i København, blev ved hans død 1717 faktor i trykkeriet og ægtede 12. marts 1720 hans velstående enke, Marie Cathrine født Meyer (død 3. juli 1741). I februar samme år var han blevet 2. universitetsbogtrykker.
Københavns brand 1728, der fortærede hans ejendomme og trykkeri i Skindergade, synes ikke at have standset ham på vejen til at blive byens rigeste bogtrykker. 1731 blev han direktør for det kongelige bogtrykkeri og 1. universitetsbogtrykker med privilegium på udgivelse af forordninger og aviser. Han udgav ugeaviserne Kjøbenhavns Postrytter og Dänische Fama. Artikler i denne om udlandets politiske forhold fremkaldte så alvorlige klager, især fra Ruslands side, at aviserne 1738 sattes under generalpostamtets censur. Efter tidens lejlighed var hans aviser godt redigerede, men stilledes fra 1749 i skygge af Ernst Henrich Berlings, som til Høpfners ærgrelse fik den vigtige postforsendelsesret.
Høpfner udgav også en mængde småtryk, kistetryk, skillingstryk og illustrationer, hvorpå han kun angav sit trykkri som ophavssted med initialerne "J.P.H.", og han er den første kendte trykker i Danmark der producerede disse folkelige tryk i store oplag beregnet for hele landet. Høpfner trykte også en stor del af Ludvig Holbergs bøger bl.a. hans Dannemarks Riges Historie (3 bind, 1732-35), dog for Holbergs egen regning da professoren var forlægger af sine egne bøger. Holberg lånte desuden Høpfner penge til genopførelse af denne sidstes trykkeri i to omgange. Høpfner erhvervede sig derudover rettighederne til Holbergs skuespil, og han trykte den samlede udgave Den danske Skueplads (1742), som kom i et andet oplag i 1758.
Det indbringende almanakprivilegium erhvervede han 1750 ved overenskomst med dets ejer, professor Ramus. Som tyskfødt og oplært bogtrykker optrådte Høpfner som streng hævder af de tyske, her i landet forbudte lavsskikke ved svendeprøverne, hvad der ofte bragte ham i kollision med autoriteterne. Med sej udholdenhed drev han sin forretning op til den største i København. 1746 holdt han 14 svende og 5 drenge, og 1737 udtalte Konsistorium lejlighedsvis, at han havde den sikreste og største fortjeneste frem for alle andre bogtrykkere i kongens riger og lande.
Ved sin død sidst i februar 1759 efterlod han bestillinger og privilegier til sønnen Nicolai Christian Høpfner (døbt 17. februar 1721 død 29. september 1782), hvis søn Peter Marquard Høpfner (døbt 13. november 1751 død 26. oktober 1800) 1795 solgte trykkeriet til Johan Frederik Schultz for 30000 rigsdaler.